# Boeotarcha
Boeotarcha é um gênero de mariposa pertencente à família Crambidae.